# Kościół św. Marcina w Gryżynie
Kościół świętego Marcina – kościół, który znajdował się we wsi Gryżyna, w gminie wiejskiej Kościan, w powiecie kościańskim, w województwie wielkopolskim. Od końca XVIII wieku w ruinie.

## Historia
Kościół został wzniesiony pod koniec XIII wieku i ufundowany przez Wojsława Borka, właściciela wsi. Była to budowla orientowana, jednoprzestrzenna, z wydłużoną nawą i prezbiterium zamkniętym ścianą prostą na planie kwadratu. Wybudowana została z granitowych kamieni polnych o nieregularnym kształcie, łączonych zaprawą. Od końca XVIII wieku kościół ulegał dewastacji. Zachowały się jego mury obwodowe o wysokości do 7 metrów.